# Léon Deubel

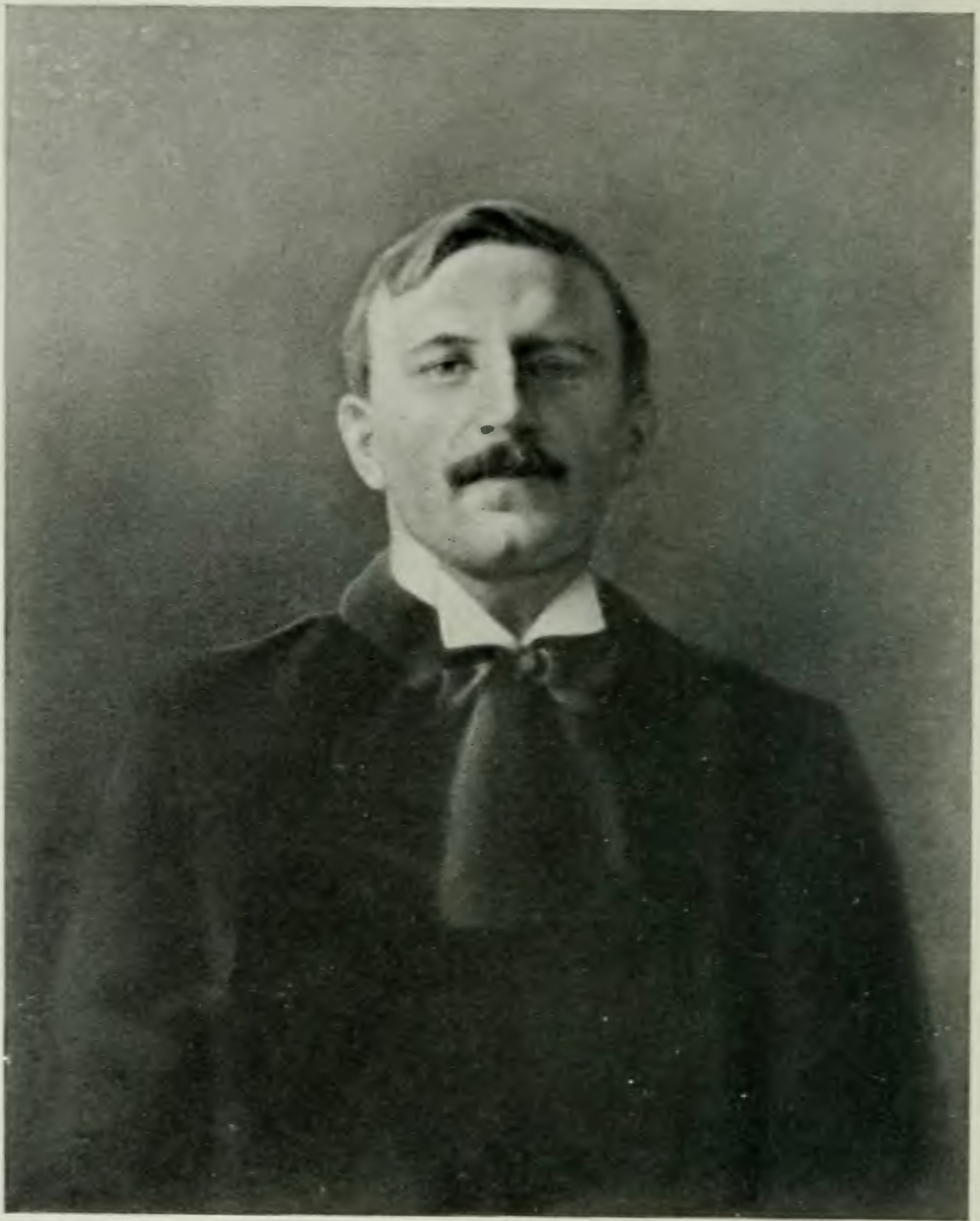
Léon Deubel

Léon Deubel (* 22. März 1879 in Belfort; † 4. Juni 1913 bei Maisons-Alfort nahe Paris durch Suizid) war ein französischer Lyriker.
Er hinterließ ein nur schmales, fast ausschließlich lyrisches Werk, als er, mittellos, verelendet und auch in Frankreich praktisch unbekannt geblieben, seinem Leben in der Seine ein Ende setzte.
Die acht Sonette des Bändchens Die rotdurchrasten Nächte, die 1914 Paul Zech unter dem Namen Deubels in Berlin erscheinen ließ, sind überwiegend keine „Nachdichtungen“ (wie das Titelblatt vorgibt), sondern frei erfundene Texte von Zech selbst.